# 22 de juny
El 22 de juny és el cent setanta-tresè dia de l'any del calendari gregorià i el cent setanta-quatrè en els anys de traspàs. Queden 192 dies per a finalitzar l'any.

## Esdeveniments
Països Catalans
- 1343 - Palma (Mallorca): a la seu, Pere III el Cerimoniós és proclamat rei de Mallorca, amb la qual cosa els territoris del Regne de Mallorca resten reincorporats a la Corona d'Aragó.
- 1713 - l'Hospitalet de Llobregat: es signa secretament el Conveni de l'Hospitalet en el que l'Carles VI del Sacre Imperi Romanogermànic es compromet davant Felip V d'Espanya a retirar les topes aliades de Catalunya, Mallorca i Eivissa i a lliura Barcelona o Tarragona en el context de la Guerra de Successió Espanyola.
- 1976 - Barcelona: Míting de la Llibertat sota el lema "Guanyem la Llibertat" al Palau Blaugrana. Inici del procés constituent del PSC-C. Primer míting democràtic autoritzat des del final de la Guerra Civil espanyola.
- 2018 - Tarragona: S'inauguren els XVIII Jocs Mediterranis, celebrats a la ciutat de Tarragona del 22 de juny a l’1 de juliol de 2018.[1]

Resta del món
- 1817 - Cuba: S'origina la seva indústria de tabac quan Ferran VII d'Espanya signa un decret que en legalitza la seva producció i comercialització.[2]
- 1826 - Lisboa: S'estrena al Teatro Nacional de São Carlos l'òpera Adina, de Gioachino Rossini.[3]
- 1838 - Urizaharra (Àlaba): els liberals acaben vencent a la llarga batalla d'Urizaharra durant la Primera Guerra Carlina.
- 1940 - Compiègne (França): L'armistici i acord de cessament d'hostilitats entre les autoritats del Tercer Reich alemany i els representants de França. Va ser signat a Rethondes, al bosc de Compiègne.[4]
- 1941 - Europa: Alemanya envaeix la Unió Soviètica (Segona Guerra Mundial).[4]
- 1986 - Espanya: El PSOE guanya les eleccions generals per majoria absoluta, el seu líder Felipe González, President del govern espanyol, revalidarà el seu càrrec.
- 2007 - Santiago de Xile, Xile: Debuta oficialment la selecció catalana de patinatge de velocitat participant en la "Copa Cono Sur".

## Naixements
Països Catalans
- 1884 - Barcelona: Emília Baró, actriu teatral catalana de llarga trajectòria professional (m. 1964).[5]
- 1904 - Manresa: Ignàsia Salvans i Casas, metgessa especialitzada en ginecologia i farmacèutica (m. 1970).[6]
- 1913 - Girona: Antònia Adroher i Pascual, mestra i activista política catalana fundadora del POUM (m. 2007).[7]
- 1914 - Barcelona: Alexandre Cirici i Pellicer, crític d'art, escriptor, polític i pedagog català (m. 1983).
- 1916 - Barcelona: Joan Baptista Cendrós i Carbonell, empresari, mecenes i promotor cultural català (m. 1986).
- 1925 - 
  - Benassal, Alt Maestrat: Sofia Salvador i Monferrer, escriptora i mestra (m. 1995).[8]
  - Constantí, Núria Solé i Sanromà, geòloga i palinòloga catalana (m. 2013).[9]
- 1926 - Barcelona: Marta Mata, pedagoga i diputada socialista al Parlament, les Corts Espanyoles i el Senat (m. 2006).
- 1936 - 
  - Barcelona: Gemma Cuervo Igartua, actriu espanyola de teatre, cinema i televisió.[10]
  - Barcelona: Elena Jaumandreu, muntadora cinematogràfica catalana.[11]
  - Barcelona: Ferran Olivella i Pons, futbolista català (m. 2023).
- 1945 - Barcelona: Pere Gimferrer, poeta, traductor i crític literari.
- 1951 - Banyoles: Irene Rigau i Oliver, psicòloga i política catalana; ha estat consellera de la Generalitat de Catalunya.[12]
- 1958 - Llavaneres: Sunsi Móra, professora que ha donat nom a l'institut de Canet de Mar (m. 2011).[13]
- 1971 - Sant Feliu de Buixalleu, la Selva: Quim Masferrer, actor i director de teatre, guionista, presentador de televisió i monologuista català.

Resta del món
- 662 - Chang'an (Xina): Emperador Ruizong de Tang (xinès:唐 睿宗) (662- 716) va regnar com a emperador de la Dinastia Tang en dues etapes, com a cinquè emperador (684 a 690) i com a novè (710 a 712) (m. 716).[14]
- 1427 - Florència: Lucrècia Tornabuoni, poeta i noble italiana i influent assessora política durant el segle xv (m.1482).[15]
- 1478 - Bruges, Flandes: Felip I de Castella, rei de Castella. (m. 1506).
- 1767 - Potsdam (Alemanya): Wilhelm von Humboldt, lingüista i polític alemany (m. 1835).[16]
- 1793 - Japó: Tokugawa Ieyoshi, 43è shogun (m. 1853).
- 1805 - Gènova, Itàlia: Giuseppe Mazzini, patriota, polític i filòsof italià (m. 1872).[17]
- 1809 - Londres: Mary Cowden Clarke, escriptora anglesa, autora de la Concordance to Shakespeare (m. 1898).[18]
- 1856 - Norfolk, Anglaterra: Henry Rider Haggard, escriptor britànic (m. 1925).[19]
- 1876 - Chilleurs-aux-Bois, Loiret, Centre, França: Madeleine Vionnet, influent dissenyadora d'alta costura francesa (m. 1975).[20]
- 1897 - Breslau (Polònia): Norbert Elias, sociòleg alemany d'origen jueu, autor de El procés de la civilització (m. 1990).[21]
- 1898 - Osnabrück (Imperi Alemany): Erich Maria Remarque, escriptor alemany nacionalitzat estatunidenc que es feu famós per la seva novel·la Res de nou al front de l'oest (m. 1970).[22]
- 1906 - 
  - Galítsia, Àustria-Hongria: Billy Wilder, director de cine (m. 2002).
  - Englewood, Nova Jersey: Anne Morrow Lindbergh, escriptora i aviadora nord-americana (m. 2001).[23]
- 1909 - Viena, Àustria: Christoph von Fürer-Haimendorf, etnòleg d'origen austríac (m. 1995).
- 1911 - Rotterdam: Marie Braun, nedadora neerlandesa, medallista olímpica (m. 1982).[24]
- 1917 - París (França): Jean Hubeau, pianista, compositor i pedagog francès (m. 1992).[25]
- 1928 - Sheffield, South Yorkshire: Alison Smithson, arquitecta britànica (m. 1993).[26]
- 1931 - Caucas, URSS: Oleg Kotzarev, violoncel·lista, compositor i administrador cultural rus, instal·lat a l'Argentina.
- 1939 - Jerusalem (Israel): Ada Yonath, cristal·lògrafa israeliana, Premi Nobel de Química de l'any 2009.[27]
- 1942 - Aberdeen (Escòcia): J. Michael Kosterlitz, físic nord-americà d'origen escocès, Premi Nobel de Física de 2016.[28]
- 1947 - Octavia Butler, destacada escriptora afroamericana de ciència-ficció feminista (m. 2006).[29]
- 1949 - Basking Ridge, Summit, EUA: Meryl Streep, actriu nord-americana.
- 1951 - Managua: Rosario Murillo Zambrana, professora, escriptora, activista i política nicaragüenca vicepresidenta de Nicaragua.[30]
- 1953 - Nova York: Cyndi Lauper, cantant i actriu estatunidenca.[31]
- 1960 - Lawrence, Kansas (EUA): Erin Brockovich, activista per al medi ambient nord-americana.[32]
- 1961 - Glasgow (Escòcia): Jimmy Somerville, cantant i compositor escocès.[33]
- 1962 - Nova Orleans, Louisiana (EUA): Clyde Drexler, jugador de bàsquet que va jugar a l'NBA, en la posició d'escorta, membre del Basketball Hall of Fame.[34]
- 1982 - Parísː Mati Diop, actriu i directora franco-senegalesa, Gran Premi del Jurat al Festival de Cinema de Cannes 2019.[35]

## Necrològiques
Països Catalans
- 1923 - Barcelona: Cèsar August Torras i Ferreri, muntanyenc i primer promotor de l'excursionisme català. (n. 1851).[36]
- 1954 - València: Estanislao Marco, compositor i guitarrista valencià (n. 1873).
- 1998 - Mèxic: Enriqueta Agut Armer, mestra republicana valenciana (n. 1912).[37]

Resta del món
- 910 - Gerard I de Metz, comte de Metz. (n. 875).
- 1429 - Samarcanda (Uzbekistan): al-Kaixí, matemàtic i astrònom persa (n. 1380).[38]
- 1885 - Feldkirch: Emil Riebeck, explorador, mineralogista, etnòleg i naturalista alemany. (n. 1853).
- 1931 - Mézin (França): Armand Fallières, advocat, President de la República Francesa (n. 1841).[39]
- 1936 - Viena, Àustria: Moritz Schlick filòsof. (n. 1882).
- 1969 - Londres, Regne Unit: Judy Garland, actriu. (n. 1922).[40]
- 1974 - Ginebra, Suïssa: Darius Milhaud, compositor francès (n. 1892).[41]
- 1987 - Los Angeles, Califòrnia (EUA): Fred Astaire, actor, cantant, coreògraf i ballarí de teatre i cinema estatunidenc.[42]
- 1990 - Moscou (Rússia): Ilià Frank, físic soviètic, Premi Nobel de Física de l'any 1958 (n. 1908).[43]
- 2006 - Madrid: Asun Balzola, il·lustradora, escriptora i traductora espanyola de formació autodidacta (n. 1942).[44]
- 2013 - Barcelona: Javier Tomeo, escriptor aragonès (n. 1932).[45]
- 2015 - Parc Nacional de los Padres, Califòrnia (EUA): James Horner, compositor de cinema estatunidenc (n. 1953).
- 2022 - Yves Coppens, paleontòleg bretó (n. 1934)

## Festes i commemoracions
- La matinada entre aquest dia i l'endemà se celebra la Flama del Canigó, en què es renova el foc al cim d'aquesta muntanya i, portat per voluntaris, es reparteix per tot el país per encendre les fogueres de la nit de Sant Joan.[46]

### Santoral[47]

#### Església Catòlica[48]
- Sants al Martirologi romà (2011): Tit Flavi Climent (cònsol), màrtir (96); Julià i Aaró de Caerleon (303); Eusebi de Samòsata, bisbe (379); Paulí de Nola, bisbe (431); Nicetas de Remesiana, bisbe (414); Albà de Verulàmium, màrtir; Thomas More i John Fisher, màrtirs (1535).
  - Beats: Altruda de Roma, verge i terciària franciscana; Innocenci V, papa.
- Sants: Acaci i 10.000 màrtirs de l'Ararat (120); Albí de Roma, màrtir (s. IV); Consòrcia de Cluny (570); Siguilda d'Auchy, monja (750); Rotruda de Thérouanne (segle ix); Lambert de Saint-Bertin (1125).
- Beats: Joan I de Nàpols, bisbe (s. V); Joan IV de Nàpols, bisbe (835).
- Venerables: Eberard de Salzburg, bisbe (1164); Cristina de Hamm, mística (s. XV).

#### Església Copta
- 15 Baoni: devolució de les relíquies de Sant Marc evangelista per Pau VI de Roma a Ciril VI d'Alexandria (1968); consagració de l'església de Mareotis i troballa de les restes de Menna d'Egipte.

#### Església Ortodoxa (segons el calendari julià)
- Se celebren els corresponents al 5 de juliol del calendari gregorià.

#### Església Ortodoxa (segons el calendari gregorià)
Corresponen als sants del 9 de juny del calendari julià litúrgic:
- Sants Tecla, Mariamne, Marta, Maria i Enmatha d'Arbela (346), Màrtirs de Quios; Orestes, Diomedes i Rodó, màrtirs; Ciril d'Alexandria, arquebisbe (444); Columba de Iona, il·luminador d'Escòcia; Ciril del Llac Blanc, abat de Belozersk (1427); Alexandre de Kuixta, abat (1439); Ciril de Velsk (s. XV), Alexandre de Prusa; Ananies, màrtir; Ciril, monjo; Vidal de Valaam, monjo (1856); Alexij Metxev de Moscou, prevere (1923).

##### Església de Geòrgia
- Joan de Xavtel-Gaenati (segle xiii).

#### Església anglicana
- Sant Albà de Verulam, abat.

#### Església Evangèlica d'Alemanya
- Sant Paulí de Nola, bisbe.